# ジャン・ジロドゥ
ジャン・ジロドゥ（Jean Giraudoux、1882年10月29日 - 1944年1月31日）は、フランスの外交官・劇作家・小説家。オート＝ヴィエンヌ県の小都邑ベラック生まれ。ナチス占領末期のパリで死去。

## 経歴
1882年、土木監督の父レジェ（Léger）と母アンヌ・ラコスト（Anne Lacoste）との間に生まれ、父の転勤にしたがう。
1887年、アンドル県ペルヴォアザン（Pellevoisin）の小学校へ入る。
1893年、アンドル県シャトールーのリセ（現在のリセ・ジャン・ジロドゥ・シャトールー(Lycée Jean Giraudoux Châteauroux)）に進む。戯曲作りをこころみる。
1898年、シャルル＝ルイ・フィリップとエドモン・ロスタンとから、励ましの返書をもらう。
1900年、パリのリセ・ラカナル（Lycée Lakanal）に、給費生として移る。1901年、リセを卒業して兵役につき、1903年除隊後、パリの高等師範学校に進む。ドイツ語の優等賞を受け、1905年首席で卒業、給費生としてミュンヘンに留学し、ついで東欧・南欧に遊ぶ。
1906年、ハーヴァード大学のフランス語教師として渡米し、1907年帰国し、ル・マタン紙の文芸担当記者に就職する。小説を書き進める。
1909年、小説集『田舎の人々』を出版。売れ行きはよくなかったが、アンドレ・ジッドの目にとまる。
1910年、外務省政治経済局副領事見習生となり、かたわら小説を発表し、注目され始める。
1914年、第一次世界大戦に出征して負傷、入院する。1915年、ダーダネルスで諜報活動にしたがい、ふたたび負傷、パリに戻る。レジオン・ド＝ヌール勲章コマンドゥールを受ける。1916年、教導士官としてポルトガルへ、ついでアメリカへ派遣される。
1918年、大戦終結、結婚。
1919年、外務省に復帰する。長男誕生。1920年、フランス海外事業局（Service des Œuvres Françaises Etrangère）に入り、翌1921年、局長となる。1922年、小説『ジークフリートとリムーザン人』を出版し、バルザック賞を受ける。
1924年、駐独大使館秘書官としてベルリンに赴任。短期間で戻り新聞情報局長となる。1926年 - 1933年、連合国損害評価委員会（Commission d'évaluation des dommages）委員を勤める。
1927年、演出家・俳優のルイ・ジューヴェを知る。ジューヴェは当時、シャンゼリゼ劇場内のコメディ・デ・シャンゼリゼに一座を構えていた。ジロドゥは、ジューヴェに励まされながら、『ジークフリートとリムーザン人』をもとに台本を練り、1928年5月3日、初戯曲『ジークフリード』の初演に漕ぎつけた。成功であった。「この芝居はジューヴェと一座の人々とが作り上げた。台本は無署名がふさわしい」とジロドゥは記した。
以降ジロドゥは、次々と戯曲を書き、ほとんどをジューヴェ一座が上演し、さながら同座の座付作者であった。ほとんどが好評であった。台本にト書きが少ないのは、一座の意見を入れては訂正を重ねたためという。ギリシア神話や旧約聖書などを下敷きにした反リアリズムの、新鮮な作風であった。上演の記録は、次項の「戯曲」にある。
1934年、外交官・領事の監督官となる。1936年、世界一周旅行をする。
1939年、第二次世界大戦の勃発と共に、ダラディエ首相に乞われ情報局長となり、ラジオ放送でナチスと対抗するが、1940年3月、ドイツ軍侵入による内閣の退陣とともに、辞職する。6月のフランス降伏後、一時、地方に疎開して、間もなくパリに戻る。

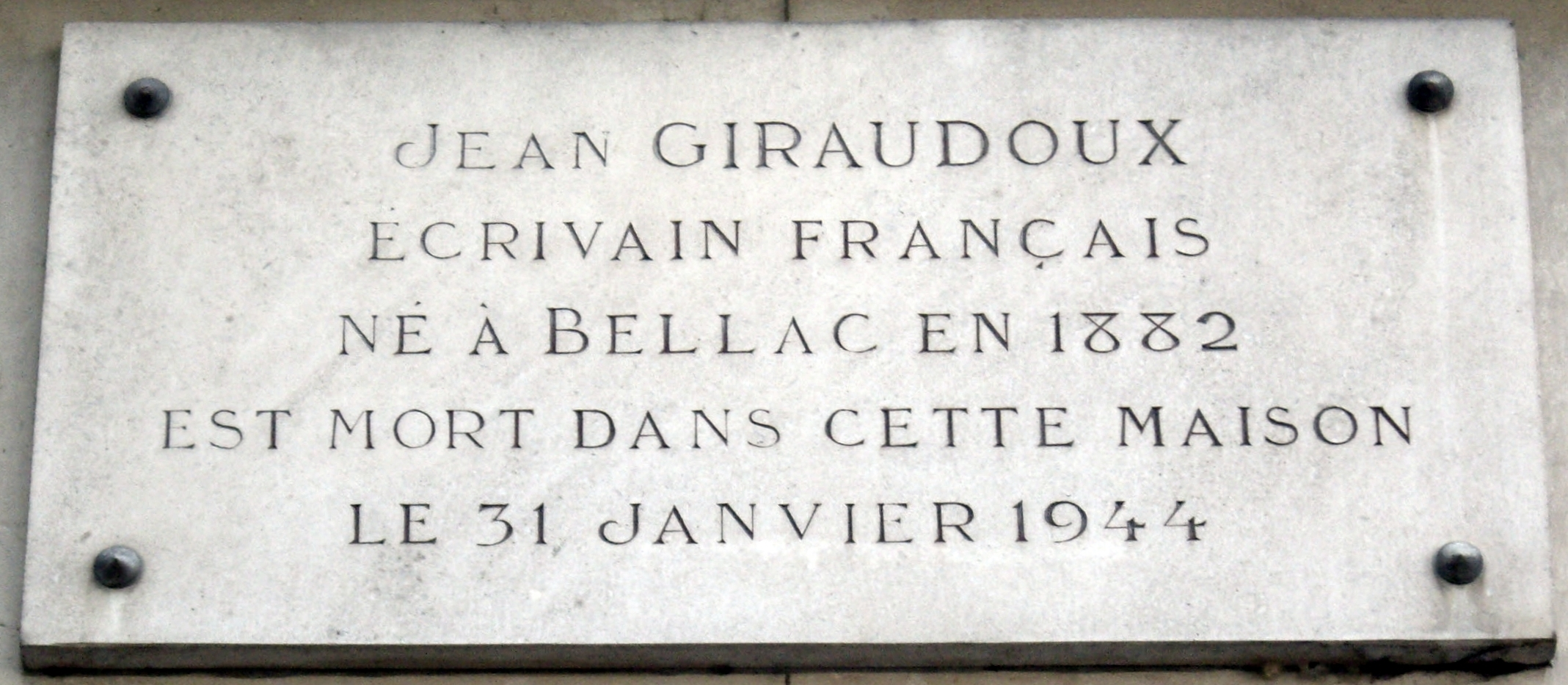
ジロドゥが死去したオルセー河岸通り89番地にある銘板

1940年 - 1944年の被占領中は、レジスタンスに協力し、ルイ・アラゴンらとも通じていた。
1941年、ゴーモン映画会社（Gaumont）の文芸部長となり、シナリオ2本を書く。
1942年、『マルザックのアポロ』（のち『ベラックのアポロ』と改題）の草稿を、大戦を避けて南米を巡業中のジューヴェに送り、リオ・デ・ジャネイロで初演される。1943年、『ソドムとゴモル』を、ジューヴェ不在のパリで、ドゥキング（Georges Douking）の演出により初演する。

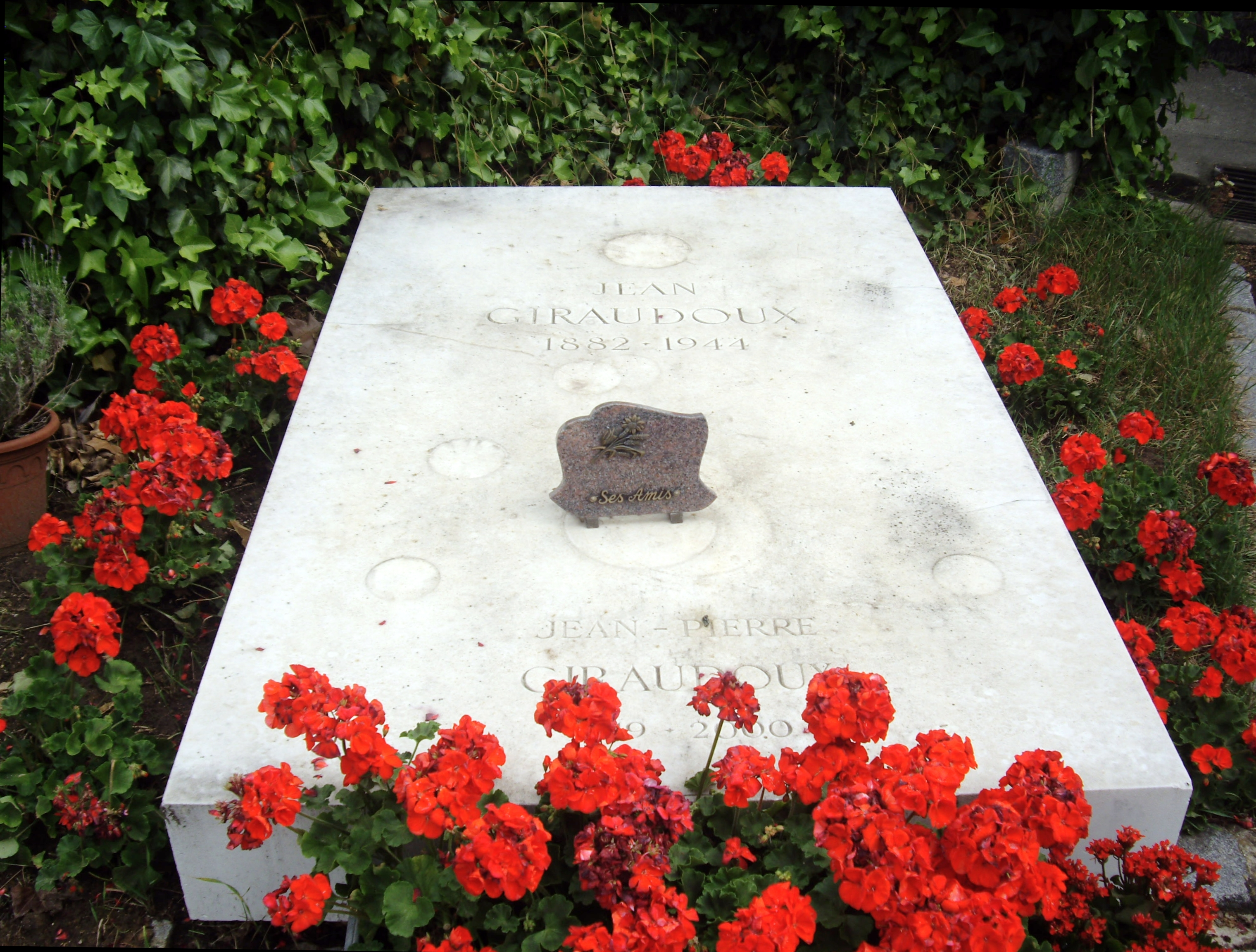
パッシー墓地のジロドゥの墓

1944年1月31日、尿毒症のため、パリ7区オルセー河岸通り (Quai d'Orsay) 89番地で急死、61歳没。7区サン＝ドミニク通り (Rue Saint-Dominique) のサン＝ピエール＝デュ＝グロ＝カイユ教会 (Église Saint-Pierre-du-Gros-Caillou, HP) で葬儀を営み、パッシー墓地に葬る。
1945年12月22日、遺作『シャイヨの狂女』を、帰国したルイ・ジューヴェが初演する。
1951年7月1日、故郷ベラックに「ジャン・ジロドウ記念碑」が建ち、ジューヴェらが故人の作品の抜粋を演じた。

## 作品

### 小説
列の右端の括弧は、出版年。
- 田舎の人々（Provinciales）（1909）
- 無頓着学校（L'École des indifférents）（1911）
- 幽霊教育（Lectures pour une ombre）（1917）
- 悲壮なシモン（Simon le Pathétique）（1918）
- エルペノール（Elpénor）（1919）
- アミカ・アメリカ（Amica America）（1919）
- 素晴らしいクリオ（Adorable Clio）（1920）
- シュザンヌと太平洋（Suzanne et le Pacifique）（1921）
- ジークフリートとリムーザン人（Siegfried et le Limousin）（1922）
- 男の国のジュリエット（Juliette au pays des hommes）（1924）
- ベラ（Bella）（1926）
- エグランティーヌ（Églantine）（1927）
- バルディーニの冒険（Aventures de Jérôme Bardini）（1930）
- センチメンタルなフランス（La France sentimentale）（1932）
- 天使との戦い（Combat avec l'ange）（1934）
- 選り抜きの女たち（Choix des élues）（1939）
- 舷側の幽霊（L'ombre sur les joues）（遺作）（1952）
- 嘘つき女（La Menteuse）（遺作）（1958）

### 随筆・評論
列の右端の括弧は、出版年。
- ラ・フォンテーヌの五つの「誘惑」（Les cinq Tentations de La Fontaine）（1938）
- 文学（Littérature）（文芸評論など）（1941）
- ヴィジタシオン（Visitations）（以下遺稿）（1947）
- 全権力と無権力（Pleins pouvoirs et Sans pouvoirs）（対外放送の原稿）（1951）
- 夜の黄金（Or dans la nuit）（文芸評論など）（1969）

### 戯曲
題名、（原題）、（初演年月日）、劇団、劇場の順序に列記。
- ジークフリート（Siegfried）、（192.5.3）、ジューヴェ一座、コメディ・デ・シャンゼリゼ
- アンフィトリオン38（Amphitryon 38）、（1929.11.8）、ジューヴェ一座、コメディ・デ・シャンゼリゼ
- ユディット（Judith）、（1931.11.5）、ジューヴェ演出、ピガール劇場
- 間奏曲（Intermezzo）、（1933.3.1）、ジューヴェ一座、コメディ・デ・シャンゼリゼ、フランシス・プーランク曲
- テッサ（Tessa）、（1934.11.14）、ジューヴェ一座、アテネ劇場（Théâtre de l'Athénée）
- トロイ戦争は起こらない（La guerre de Troie n'aura pas lieu）、（1935.11.22）、ジューヴェ一座、アテネ劇場、モーリス・ジョベール曲
- クック船長航海異聞（Supplément au voyage de Cook）、（1935.11.22）、ジューヴェ一座、アテネ劇場
- エレクトル（Électre）、（1937.5.13）、ジューヴェ一座、アテネ劇場
- パリ即興劇（L'Impromptu de Paris）、（1937.12.4）、ジューヴェ一座、アテネ劇場
- カンティック・デ・カンティック（Cantique des cantiques）、（1938.10.13）、ジューヴェ演出、コメディ・フランセーズ
- オンディーヌ（Ondine）、（1939.5.4）、ジューヴェ一座、アテネ劇場、アンリ・ソーゲ曲
- マルザックのアポロ（L'Apollon de Marsac）、（1942.6.16）、ジューヴェ一座、リオ・デ・ジャネイロ、（戦後『ベラックのアポロ』と改題）
- ソドムとゴモル（Sodome et Gomorrhe）、（1943.10.11）、ドゥキング演出、エベルト劇場（Théâtre Hébertot）、アルテュール・オネゲル曲
- シャイヨの狂女（La Folle de Chaillot）、（1945.12.22）、ジューヴェ一座、アテネ劇場、アンリ・ソーゲ曲
- ルクレチアのために（Pour Lucrèce）、（1951）、（1953.11）、ルノー＝バロー劇団、マリニー劇場（Théâtre Marigny）

### シナリオ
- ランジェーの侯爵夫人（La Duchesse de Langeais）（1942）
- 罪の天使（Les Anges du péché）（1943）

## 戯曲の日本初演
外題、初演日、劇団、演出者、劇場の順序に列記。
- クック船長航海異聞：1950.9.15、文学座、芥川比呂志・矢代静一、文学座アトリエ
- 間奏曲：1954.12.17、劇団四季、浅利慶太、飛行館ホール
- アンフィトリオン38：1955.11.8、劇団四季、浅利慶太、神田一橋講堂
- トロイ戦争は起こらない：1957.6.15、劇団四季、浅利慶太、神田一橋講堂
- ジークフリート：1958. 8.23、劇団四季、浅利慶太、第一生命ホール
- オンディーヌ：1958.12.16、劇団四季、浅利慶太、俳優座劇場
- シャイヨの狂女：1961.3.14、俳優座演劇研究所、木村鈴吉、俳優座劇場
- エレクトル：1962.7.15、劇団四季、浅利慶太、第一生命ホール
- ユディット、1964.7.1、東京都学生演劇連盟、森千二、紀伊国屋ホール
- リュクレース（ルクレチア）のために：1968.9.10、劇団四季、浅利慶太、第一生命ホール
- テッサ：1973.7.31、劇団四季、浅利慶太、西武劇場
- ベラックのアポロ：1987.1.23、劇団四季、浅利慶太、第一生命ホール
- パリ即興劇：
- ソドムとゴモル：

## 日本語訳書
主な刊行版のみを記す。
- 『ジロドゥ戯曲全集』白水社（全6冊）、1957 - 1958、新装版 2001
  - 1 ジークフリート、2 ユディット、3 テッサ、4 クック船長航海異聞
  - 5 カンティック・デ・カンティック、6 ベルラックのアポロ。編者代表：内村直也・鈴木力衛
- 『天使とのたたかい』中村真一郎訳、世界文学全集23：集英社 1965.9
- 『シュザンヌと太平洋』中村真一郎訳、同上
- 『選り抜きの女たち』高畠正明訳、世界文学全集58：筑摩書房 1970
- 『ベラ』白井浩司訳、世界文学全集76：講談社 1979
- 『ベタニ　罪の天使』今野雅方、縄田靖子共訳、ノンブル社 1986
- 『オンディーヌ』二木麻里訳、光文社古典新訳文庫 2008、ISBN 978-4-334-751524
- 『トロイ戦争は起こらない』岩切正一郎訳、ハヤカワ演劇文庫 2017.9、ISBN 978-4-15-1400414

## 参考図書
- 川島順平：ジャン・ジロードゥーの戯曲、白水社（1959）
- 諏訪正：ジュヴェの肖像、芸立出版KK （1989）ISBN 4-87466-050-9
- 江川卓：新潮世界文学辞典、新潮社（1990）ISBN 978-4107302090